# Viasa
VIASA (Venezolana Internacional de Aviación, Sociedad Anónima) è stata una compagnia aerea venezuelana. Negli anni tra il 1961 e il 1997 era la compagnia di bandiera del Venezuela, nonché una delle più grandi compagnie aeree dell'America Meridionale. La compagnia aerea operava quasi esclusivamente nei collegamenti internazionali, unendo, tra l'altro, le città europee di Amsterdam, Francoforte sul Meno, Londra, Madrid, Parigi e Roma.

## Storia
Fino alla fine degli anni cinquanta c'era la volontà di fondere l'allora compagnia di bandiera Linea Aéropostal Venezolana - LAV con la privata AVENSA, al fine di creare una compagnia aerea di livello internazionale. Questo piano, però, venne respinto e ci fu il trasferimento delle rotte internazionali di Aeropostal in una nuova compagnia aerea.
Il 21 novembre 1960 il governo venezuelano fondò la VIASA, che presto venne convertita in un'azienda a partecipazione statale per il 51%, con il restante 49% delle azioni in mano a privati.
Lo stesso anno venne effettuato l'ordine per due Convair 880 nuovi, che iniziarono le operazioni di volo per la prima volta il 1º aprile 1961 con alcune destinazioni in America Latina, Nord America e Caraibi, unitamente alle rotte europee che venivano gestite dai Douglas DC-8 della KLM. KLM dette sostanziale supporto a VIASA, contribuendo sia all'accrescimento e al miglioramento qualitativo delle infrastrutture tecnologiche dell'aeroporto di Maiquetía, che all'addestramento dei piloti. VIASA era, a quel tempo, l'unico vettore latino-americano che operava esclusivamente con aerei jet.
Nel 1963 arrivò il primo DC-8 mentre, nel corso degli anni sessanta, VIASA noleggiò da AVENSA dei Douglas DC-9 che sostituirono i Convair 880 sulle rotte in America Latina e in quelle caraibiche. Vennero inoltre stipulati accordi di partnership con alcune compagnie europee, come British Airways e Alitalia, estendendo quindi il suo network in Europa. In questo periodo venne creata anche una compagnia cargo con il nome "Transcarga". Nel dicembre 1968 la compagnia acquistò il primo DC-8-63 mentre nel giugno 1969 venne preso a noleggio, sempre da AVENSA e per la durata di un anno, un Sud Aviation SE-210 Caravelle (matricola YV-CAVI) con il quale, assunta la livrea VIASA, si iniziò a gestire la rotta Maracaibo-Caracas.
Nel 1972 fu preso a noleggio dalla KLM il primo Boeing 747-200, in modo da poter soddisfare la forte domanda sulle distanze europee. L'aereo (matr. PH-BUG) venne ridipinto con la livrea VIASA e ribattezzato "Orinoco". All'inizio del 1973 fu noleggiato, sempre da KLM, un DC-10-30 (matr. YV 137C), ma si dovette attendere il 1974 per poter acquistare un Douglas DC-10 nuovo.
In tutto la compagnia, per le sue destinazioni, si servì dei seguenti apparecchi:
- Convair 880,
- Douglas DC-8,
- McDonnell Douglas DC-10-30,
- Boeing 747-200,
- Boeing 727,
- McDonnell Douglas MD-82,
- Airbus A300.

Inoltre, verso la fine degli anni ottanta, due opzioni di consegna per McDonnell Douglas MD-11 (numeri di serie 48523 e 48524) vennero in un primo tempo sospese. Successivamente entrambi i velivoli entrarono in flotta e acquisirono la nuova livrea che VIASA impose sui suoi velivoli dopo l'acquisizione da parte di Iberia. Anche se la livrea venne adattata, negli ultimi anni, a quella della titolare principale Iberia (longitudinalmente, le bande di colore giallo e rosso di Iberia erano di color arancione e blu per VIASA), la compagnia era ben nota, in passato, per gli aerei con livrea arancione con lettere bianche.
La compagnia divenne molto famosa in tutto il mondo per essere una delle aerolinee americane con il maggior numero di velivoli e di destinazioni internazionali, nonché per la notevole qualità del suo servizio.
Anche se il Venezuela è un paese ricco di petrolio, esso venne colpito dalla crisi energetica del 1973 e la VIASA dovette ridurre merci e numero di passeggeri trasportati. Così la società fu rimessa sotto il controllo dello Stato, specialmente dopo le pesanti perdite scaturite dal bilancio di esercizio 1975/1976, che segnarono l'inizio della caduta. VIASA, infatti, cominciò a indebitarsi sempre più, e i conti ebbero numeri sempre più in rosso, anche se il governo venezuelano cercó di correre ai ripari pompando sempre più denaro nelle casse della compagnia di bandiera.
Fu durante il primo mandato presidenziale di Carlos Andrés Pérez che VIASA venne definitivamente nazionalizzata.

## Crisi
Quando la compagnia ritornò sotto il controllo del governo andò in crisi e iniziò a regalare biglietti di cortesia in Prima Classe a funzionari statali e loro familiari. Scoppiarono delle polemiche che si acuirono maggiormente quando si scoprì che lo stesso presidente Pérez, invece di utilizzare l'aereo presidenziale (un Boeing 737-200), preferiva servirsi della flotta dei DC-10-30 di VIASA per i suoi ricorrenti viaggi di stato, nonché per i viaggi di rappresentanza in qualità di presidente dell'Internazionale Socialista.
Il Venezuela iniziò un processo di recessione economica e, durante il mandato del presidente Jaime Lusinchi, lo stato dovette rinunciare a sostenere un gran numero di imprese statali, tra cui VIASA e CANTV (la società statale per le telecomunicazioni in Venezuela).
A seguito delle pressioni del Fondo Monetario Internazionale, sia VIASA che CANTV furono vendute. Fra gli imprenditori interessati a rilevare la compagnia vi erano la KLM (a cui la VIASA fu legata per anni) e Iberia che intendeva rafforzare la sua presenza in Sudamerica. Alla fine, grazie anche alla forte amicizia tra il presidente venezuelano Pérez e il primo ministro spagnolo González, la trattativa si chiuse a favore di Iberia, che in quel periodo era quasi totalmente di proprietà statale. Successivamente VIASA venne nuovamente parzialmente privatizzata (60%) nel 1991 dallo stesso presidente della repubblica venezuelano Carlos Andrés Pérez, al suo secondo mandato presidenziale.
Iberia aveva intenzione di acquisire la totalità delle azioni di Viasa, ma i debiti contratti e le perdite di questa ammontarono a 188 milioni di dollari che, sostanzialmente, Iberia non avrebbe potuto pagare; per questo motivo, all'inizio degli anni novanta, per Iberia si prospettava la bancarotta.
Fu però nel 1994 che la Commissione europea autorizzò il primo ministro spagnolo Felipe González ad apportare un aumento di capitale a Iberia per tirarla fuori dalla crisi finanziaria, decidendo, pertanto, di mettere in liquidazione Viasa.
Il 23 gennaio 1997, dopo 37 anni dalla sua fondazione, VIASA pose fine alle sue operazioni di volo; gli aerei della flotta si aggiunsero alla flotta di Iberia. Molti estimatori del panorama aeronautico venezuelano e mondiale considerano tuttora la mancata incorporazione in KLM come il più grande errore commesso dalla compagnia aerea nel 1991, imputandole di aver svenduto quello che era unanimemente considerato un gioiello da quando il binomio KLM-VIASA era considerato una perfetta compagnia aerea. Successivamente, nel 1999, la stessa Iberia venne poi privatizzata.
La privatizzazione di VIASA fu oggetto, nel 1998, di forti critiche anche da parte del neoeletto presidente venezuelano Hugo Chávez, il quale gettò forti accuse sia al suo predecessore che alle multinazionali americane impegnate nel suo paese, nonché al Fondo Monetario Internazionale.
Dopo la chiusura della compagnia, fu la SBA Airlines a operare su due rotte europee come unica compagnia venezuelana, servendo unicamente Tenerife e Madrid.
Nel 2001 si diede impulso all'idea di costituire una nuova compagnia di bandiera venezuelana che potesse sostituire la scomparsa VIASA e, il 31 marzo 2004, il presidente Hugo Chávez firmò il decreto che diede vita al "Consorcio Venezolano de Industrias Aeronáuticas y Servicios Aéreos, S.A." (Conviasa); lo stesso decreto venne pubblicato nella gazzetta ufficiale locale (Gaceta Oficial Nº 37.910) lo stesso giorno, e il 28 novembre dello stesso anno, la nuova compagnia effettuò il primo viaggio inaugurale.

## Flotta
VIASA giunse ad essere la compagnia aerea più grande dell'America Latina.

## Incidenti
Anche se la manutenzione divenne approssimativa dopo l'acquisizione da parte di Iberia, VIASA fu considerata per anni come una delle più sicure compagnie aeree dell'America Latina Tuttavia ci sono stati 4 incidenti con perdita totale dei velivoli:
- Il 13 maggio 1961, il volo VA597 Roma–Madrid–Lisbona–Santa Maria–Caracas si schiantò poco dopo il decollo da Lisbona: il velivolo, Douglas DC-8-53 (matricola PH-DCL) "Fridtjof Nansen", con livrea KLM ma gestito dalla VIASA con suo personale, precipitò nell'Oceano Atlantico, 3 km (1.9 miglia) a E-NE da Fonte da Telha, fuori le coste portoghesi; nessuna delle 61 persone a bordo sopravvisse all'incidente.
- Il 28 giugno 1968, il DC-8 matricola PH-DCH, chiamato "Orville Wright", affittato a VIASA da KLM, era parcheggiato in uno degli hangar all'aeroporto di Schipol per la sostituzione di una pompa di carburante e alcuni lavori di ordinaria manutenzione su dei cavi elettrici. Durante questo lavoro avvenne un'esplosione avvenuta nel serbatoio principale. Il personale dell'aeroporto riuscì appena in tempo a portare fuori dall'hangar tutti gli altri velivoli, ma il PH-DCH rimase distrutto[3].
- Il 16 marzo 1969 il volo VA742 Caracas-Maracaibo-Miami, operato con un DC-9 appena uscito di fabbrica (aveva due mesi), matricola YV-C-AVD e numero di serie 47243, in fase di decollo da Maracaibo, dopo una lunga manovra finì dapprima contro le linee dell'alta tensione e, successivamente, si schiantò su delle case. Nello schianto morirono tutte le 84 persone a bordo e 71 persone a terra. Questo fu, all'epoca, la più grave sciagura aerea per la compagnia.
- Il 26 novembre 1995, il volo VA940 operato da un DC-10 in fase di atterraggio a Buenos Aires scivolò, per la forte pioggia in atto, di 180 metri oltre le recinzioni dell'aeroporto. Nessuna delle 123 persone a bordo tra passeggeri e membri dell'equipaggio rimase ferita, mentre il DC-10, pesantemente danneggiato, dovette essere smantellato.

## Destinazioni
VIASA, per il suo status di compagnia aerea di bandiera venezuelana, si dedicò ai voli internazionali (compresi voli da e per quattro destinazioni interne) e, per questo, ottenne il riconoscimento di aerolinea "a 5 stelle" per il suo eccellente servizio e assistenza a bordo, per l'epoca.